# 1977 au Québec
Cet article traite des événements survenus en 1977 au Québec. 

## Événements

### Janvier
- 1er janvier : le salaire minimum au Québec est porté à 3 $ de l'heure[1].
- 25 janvier : René Lévesque déclare, devant l'Economic Club de New York, que « l'indépendance est inévitable » et fait un parallèle entre son projet et la lutte des États américains pour leur indépendance il y a 200 ans. Son discours est reçu plutôt froidement[2].

### Février
- 6 février : René Lévesque est impliqué dans un accident mortel à Montréal. Il a heurté un piéton alors qu'il était au volant d'une voiture appartenant à sa secrétaire Corinne Côté. La victime, un clochard de 62 ans du nom d'Edgar Trottier, en état d'ébriété avancée, était étendu sur la route lors de l'impact[3].
- 12 février : Plume Latraverse enregistré son album live Plume à l'Outremont au Théâtre Outremont à Outremont[4].
- 14 février : début des tests de français dans les communications aériennes[5].
- 17 février : première du film J.A. Martin photographe, réalisé par Jean Beaudin et mettant en vedette Marcel Sabourin et Monique Mercure[6].
- 22 février : en visite à Washington, Pierre Trudeau déclare que la séparation du Québec serait « un crime contre l'humanité»[7]. Jimmy Carter lui donne son appui tacite, mais déclare qu'il n'interviendra pas dans un débat de politique interne[8].

### Mars
- 7 mars : les Expos de Montréal concluent une entente avec la Régie des installations olympiques pour disputer ses joutes locales au Stade olympique[9].
- 8 mars : début de la seconde session de la 31e législature. Le discours inaugural renouvelle la promesse qu'il n'y aura pas de souveraineté sans référendum. Les grands projets de la session sont entre autres l'adoption d'une Charte de la langue française et la création d'un nouveau régime d'assurance-automobile[10].
- 23 mars : Robert Burns dépose le projet de loi 2 sur le financement des partis politiques[11].
- 25 mars : Marc-André Bédard annonce qu'il suspend les procédures intentées contre les syndicats par le gouvernement Bourassa au printemps et à l'été 1976[12].

### Avril
- 1er avril : Camille Laurin dépose le livre blanc sur la politique linguistique du gouvernement. Le français sera la seule langue officielle du Québec, l'accès à l'école anglaise sera limitée, les milieux de travail et les entreprises devront être francisés[13].
- 12 avril : Jacques Parizeau présente un budget d'austérité sans allègement d'impôt. Les recettes seront de 10,885 milliards de dollars et les dépenses de 11,5 milliards de dollars pour 1977-1978. Une taxe sur les vêtements d'enfants est décrétée[14].
- 15 avril : 
  - Lise Payette présente son programme de l'assurance-automobile. Un régime étatique d'indemnisations corporelles y est proposé, de même que l'obligation pour l'automobiliste de souscrire une assurance responsabilité[15].
  - plus de 57 000 spectateurs se déplacent pour assister au premier match des Expos au Stade Olympique[16].
- 27 avril : Camille Laurin dépose le projet de loi 1 dite Charte de la langue française. Celle-ci confirme que seuls seront admis à l'école anglaise les enfants dont les parents ont entrepris ou complété leurs études primaires en langue anglaise au Québec et non ailleurs au Canada (clause Québec). L’Office de la langue française, créé en 1961, voit ses responsabilités augmentées, dont le pouvoir d'exiger des certificats de francisation de la part de toute entreprise établie au Québec. L'affichage commercial doit se faire uniquement en français[17].
- 29 avril : lors d'une rencontre avec Claude Morin, Jacques Chirac, maire de Paris, donne son appui à la souveraineté-association[18].

### Mai
- 14 mai - Les Canadiens de Montréal remportent une deuxième Coupe Stanley consécutive en battant les Bruins de Boston 4 parties à 0 lors des séries éliminatoires[19]. Guy Lafleur remporte le trophée Conn-Smythe[20].
- 18 mai : un décret est adopté faisant du 24 juin la Fête nationale du Québec[21].
- 24 au 27 mai : sommet économique de Pointe-au-Pic. Il réunit les représentants du patronat, des syndicats, des municipalités, des milieux coopératifs, du gouvernement et de l'opposition. Le dialogue est rouvert entre syndicats et patrons[22].
- 26 mai - Les Nordiques de Québec remportent la Coupe Avco en battant les Jets de Winnipeg en séries éliminatoires de l'Association mondiale de hockey[23].

### Juin
- 16 juin : l'avocat Jean Keable devient président d'une commission devant enquêter sur les activités illégales de la GRC[24].
- 21 juin : Lise Payette dépose le projet de loi 49 créant la Régie d'assurance-automobile[25].

### Juillet
- 1er juillet : le salaire minimum au Québec est porté à 3,10 $ de l'heure[26].
- 5 juillet : Pierre Trudeau crée la commission Pépin-Robarts, chargée entre autres d'élaborer des mécanismes pour renforcer l'unité canadienne[27].
- 6 juillet : 
  - Ottawa annonce à son tour la création d'une commission d'enquête sur les activités illégales de la GRC[28].
  - Pink Floyd est le premier groupe de musique à se produire en concert au Stade olympique de Montréal[29].
  - Pierre-Marc Johnson devient ministre du Travail et de la Main d'œuvre et Jocelyne Ouellette ministre des Travaux publics et Approvisionnements[30].
- 8 juillet : la commission fédérale sur les communications aériennes conclut que l'utilisation du bilinguisme ne serait pas dangereux[31].
- 12 juillet : après le retrait du projet de loi 1, le projet de loi 101 est déposé à l'Assemblée nationale. Il assouplit les dispositions de la loi 1 sur les entreprises et donne le droit aux Cris et aux Inuits de faire éduquer leurs enfants dans leur langue[32].
- 29 juillet : Pierre-Marc Johnson dépose le projet de loi 45, proposant une réforme du Code du travail. C'est la première loi anti-scab en Amérique du Nord[33].

### Août
- 22 août : la loi 2 est adoptée[34].
- 26 août : les lois 101, 45 et 67 (sur l'assurance-automobile) sont adoptées[35].
- 29 août : grève et lock-out au journal Le Soleil. Le conflit durera près d'un an[36].

### Septembre
- 4 septembre : le ministre de la Justice français Alain Peyrefitte est reçu à Québec. Il est le premier ministre français à parler de non-ingérence mais de non-indifférence de la part de son pays[37].
- 9 septembre : inauguration du monument de Maurice Duplessis au Parlement de Québec[38].
- 12 septembre : Charles Dutoit devient le chef de l'Orchestre symphonique de Montréal[39].
- 26 septembre : le coureur automobile Gilles Villeneuve signe un contrat avec l'écurie d'Enzo Ferrari sur Formule 1[40].

### Octobre
- 7 octobre : débrayage à La Presse et au Montréal-Matin. Le conflit entre les journalistes et l'administration durera jusqu'en mai 1978[41].
- 16 octobre : Élisabeth II rencontre René Lévesque à Ottawa. Elle lance un appel à l'unité canadienne[42].
- 28 octobre : le ministre fédéral Francis Fox confirme que la GRC a perquisitionné illégalement dans les locaux du PQ en 1972 afin d'y voler la liste de ses membres[43].

### Novembre
- 2 au 4 novembre : René Lévesque en visite officielle en France où il est reçu par le président Valéry Giscard d'Estaing, qui lui remet la rosette de la Légion d'honneur. Il rencontre également le premier ministre Raymond Barre ainsi que le maire de Paris Jacques Chirac[44].
- 14 novembre : 
  - Jean Pelletier est élu maire de Québec sans opposition, succédant ainsi à Gilles Lamontagne[45].
  - Nicole Martin remporte le premier prix au Festival International de Tokyo Yamaha Music Festival (World Popular Song Festival) avec sa chanson « Bonsoir tristesse »[46].
- 27 novembre : Francis Fox conteste en Cour suprême la validité du mandat de la commission Keable sur les activités illégales de la GRC[47].
- 30 novembre : la Cour suprême déclare inconstitutionnelle la réglementation québécoise sur le câble qui est, selon elle, de compétence fédérale[48].

### Décembre
- 9 décembre : la Cour suprême confirme que le mandat de la commission Keable est valide[49].
- 19 décembre : Guy Lafleur nommé athlète de l'année[50].
- 21 décembre : Lise Payette dépose un avant-projet de loi créant un Code de protection du consommateur[51].
- 22 décembre : la session est prorogée[30].

## Naissances
- Etienne Grandmont (militant environnementale et homme politique)
- Simon Allaire (gestionnaire et homme politique)
- Suzanne Tremblay (enseignante et femme politique)
- Virginie Dufour (gestionnaire et femme politique)
- Valérie Dumaine (styliste) († 22 février 2025)
- 29 janvier - Jason Doig (joueur de chockey sur glace
- 2 février Jean-Luc Grand-Pierre (joueur de hockey)
- 7 février - François Sasseville (joueur de hockey)
- 13 février - Hugo Lapointe (chanteur)
- 17 février - Paul Saint-Pierre Plamondon (avocat, chroniqueur télé et homme politique)
- 25 février - Cathy Gauthier (humoriste)
- 3 mars - Stéphane Robidas (joueur de hockey)
- 9 mars - Marilène Gill (femme politique)
- 24 mars - Corneille (chanteur)
- 14 avril - Marie-Soleil Michon (animatrice de la radio et de la télévision)
- 18 avril - Sébastien Charpentier (joueur et entraineur de hockey)
- 21 avril - Youri Chassin (économiste et homme politique)
- 25 avril - Christian Dubé (joueur et entraineur de hockey)
- 26 avril - Marc Antoine (chanteur)
- 6 mai - Marc Chouinard (joueur de hockey)
- 10 mai - Denis Hamel (joueur de hockey)
- 16 mai - Jean-Sébastien Giguère (joueur de hockey)
- 24 mai - Xavier Delisle (joueur de hockey)
- 4 juin - Philippe Audet (joueur de hockey)
- 22 juin - David Gosselin (joueur de hockey)
- 30 juin - Jonathan Delisle (joueur de hockey) († 16 mars 2006)
- 1er juillet - Tristan Harvey (acteur)
- 19 juillet - Jean-Sébastien Aubin (joueur de hockey)
- 1er août - Marc Denis (joueur entraineur et analyste de hockey)
- 15 août - Martin Biron (gardien de but au hockey)
- 18 août - Peter Worrell (joueur et entraineur de hockey)
- 22 août - Jean-Philippe Auclair (en)  (skieur extrême)
- 24 août - Virginie Coossa (animatrice)
- 25 août - Sophie Cadieux (actrice)
- 1er septembre - Alexandre Cloutier (homme politique)
- 22 septembre - Jean-Philippe Auclair (skieur extrême) († 30 septembre 2014)
- 6 octobre -Daniel Brière (joueur et administrateur de hockey)
- 12 octobre - Jessica Barker (actrice)
- 19 octobre - Louis-José Houde (humoriste)
- 21 novembre - Yolande James (femme politique)
- 12 décembre - Antoine Bertrand (acteur)
- 16 décembre - Éric Bélanger (joueur de hockey)

## Décès
- 14 janvier - Lise Roy (chanteuse) (º 13 septembre 1924)
- 15 mars - Hubert Aquin (écrivain) (º 24 octobre 1929)
- 22 juin - Ernest Guimond (acteur) (º 23 décembre 1897)
- 24 juin - André-Gilles Fortin (ancien chef du Parti Crédit social du Canada) (º 13 novembre 1943)
- 4 juillet - Joseph-Damase Bégin (homme politique) (º 6 août 1900)
- 24 juillet - André Giroux (écrivain) (º 10 décembre 1916)
- 15 août - Gilles Pellerin (comédien) (º 18 avril 1926)
- 29 août - Pierre Gravel (prêtre) (º 24 septembre 1899)
- 5 octobre - Jean-Charles Bonenfant (journaliste) (º 21 juillet 1912)
- 9 décembre - Jacques Auger (acteur) (º 16 janvier 1901)
- 13 décembre - Guy Frégault (historien) (º 16 juin 1918)

### Articles généraux
- Chronologie de l'histoire du Québec (1960 à 1981)
- L'année 1977 dans le monde
- 1977 au Canada

### Articles sur l'année 1977 au Québec
- Charte de la langue française
- Commission d'enquête sur des opérations policières en territoire québécois
- Commission Pépin-Robarts